# Ytai Abougzir
Ytai Abougzir (* 22. Februar 1983 in Beʾer Scheva, Israel) ist ein ehemaliger US-amerikanischer Tennisspieler. Er gewann als Junior 2001 den Doppeltitel der Australian Open, konnte sich danach aber nicht bei den Profis durchsetzen.

## Persönliches
Ytai Abougzirs Eltern, Moshe und Zahava, waren beides professionelle israelische Fußballspieler, die in ihrem Land große Bekanntheit erlangten.

## Karriere
Abougzir spielte bis 2001 auf der ITF Junior Tour. Sein erstes sehr gutes Resultat bei Grand-Slam-Turnieren erzielte er 2000 im Einzel der US Open, als er erst im Halbfinale gegen Robby Ginepri ausschied, davor aber alle Matches glatt in zwei Sätzen gewonnen hatte. In Melbourne 2001 erreichte er nochmal das Viertelfinale, der Einzug ins Endspiel beim Copa del Cafe, das ebenfalls zur höchsten Turnierkategorie gehörte, war sein bestes Einzelergebnis. In der Doppelkonkurrenz der Australian Open setzte sich Abougzir mit seinem Partner Luciano Vitullo mit nur einem Satzverlust im Turnier durch und gewann den Titel. In der Jugend-Rangliste erreichte er Rang 2 im Einzel und Platz 10 im Doppel.
Bei den Profis spielte Abougzir fast die gesamte Zeit seiner Karriere auf der drittklassigen ITF Future Tour. Im Einzel schaffte er es dabei nur zweimal ins Viertelfinale und, womit er es einmal in die Top 1000 der Tennisweltrangliste schaffte. Im Doppel war er etwas erfolgreicher: Neben einigen Future-Halbfinals, zog er in Naples im November 2006 einmal ins Halbfinale der ATP Challenger Tour ein. Platz 653, sein Karrierehoch, erreichte er im August 2007. Seinen einzigen Auftritt auf der Grand-Slam-Ebene als Profi hatte er 2001 in der Qualifikation zu den US Open, wo er Justin Gimelstob deutlich unterlag. Abougzir studierte von 2004 bis 2008 an der Florida State University, wo er auch College Tennis spielte. Nach seinem Abschluss nahm er 2008 und 2009 noch an einigen Turnieren teil, bevor er seine aktive Karriere beendete. Er arbeitete später unter anderem als Tennistrainer.